# Comté de Geauga
Le comté de Geauga – en anglais : Geauga County – est un des 88 comtés de l’État de l’Ohio, aux États-Unis.
Son siège est fixé à Chardon.
La comté abrite une importante communauté amish.